# Сайдуллаев, Малик Мингаевич
Ма́лик Минга́евич Сайдул(л)а́ев (5 октября 1964 года, Алхан-Юрт, Урус-Мартановский район, Чечено-Ингушская АССР, РСФСР, СССР) — чеченский предприниматель, политик, создатель и владелец концерна «Милан», в 1999—2000 годах председатель Госсовета Чеченской Республики, председатель Фонда гуманитарного содействия Чечне. Выходец из чеченского тайпа беной.

## Биография
Родился 5 октября 1964 года в Алхан-Юрте. В 1981 году начал работать на стройке, затем на мясокомбинате. В 1983—1985 годах служил в Советской армии. После окончания службы работал лаборантом на кафедре общей физики Чечено-Ингушского государственного университета. Заочно окончил экономический факультет Чечено-Ингушского университета.
В 1989 году Герман Стерлигов предложил ему заниматься совместным бизнесом. Сайдуллаев создал биржу «Амина» как дочернее предприятие принадлежащей Стерлигову биржи «Алиса».
В 1993 году при поддержке Артёма Тарасова создал собственную фирму «Милан». Фирма стала заниматься лотерейным бизнесом. Самым известным проектом фирмы стало «Русское лото». Первый розыгрыш был произведён в прямом эфире 16 октября 1994 года на телевизионном канале РТР.
В 1995 году баллотировался в Госдуму по общефедеральному списку объединения «Кедр», но объединение не смогло преодолеть 5-процентный барьер.
7 октября 1999 года народным собранием Чечни был назначен председателем Госсовета Чеченской Республики. В этой должности взял под свою опеку танцевальный ансамбль «Ловзар» и решил стоявшие перед ансамблем проблемы: отсутствие репетиционной базы, костюмов и т. д.
В 2003 году баллотировался на пост президента Чечни, но Верховный суд Чеченской Республики снял его кандидатуру за нарушения, допущенные при сборе подписей избирателей в свою поддержку.
В 2004 году, после гибели Ахмата Кадырова, прошли выборы нового президента Чечни. Сайдуллаев снова выставил свою кандидатуру. Избирательная комиссия Чечни отказалась зарегистрировать его из-за недействительных записей в паспорте.

## Награды
- Юбилейная медаль «300 лет Российскому флоту» (2001);
- Знак «Участник боевых действий» (2001).

## Семья
Женат, имеет двоих детей.